# 4149 Harrison
4149 Harrison este un asteroid din centura principală, descoperit pe 9 martie 1984 de Brian Skiff.